# Kawalerskie życie
Kawalerskie życie (org. The Bachelors) – amerykański komediodramat z 2017 w reżyserii Kurta Voelkera, z J.K. Simmonsem i Joshem Wigginsem w rolach głównych, o ojcu i synu borykającymi się z zaburzeniem depresyjnym po śmierci żony i matki.
Film miał swoją premierę 20 czerwca 2017 podczas Festiwalu Filmowego w Los Angeles, na ekrany kin trafił 20 października 2017 roku. Obraz nagrodzono na Festiwalu Filmu Młodzieżowego w Adelajdzie w 2017, w tym samym roku otrzymał również nagrody na festiwalach w Heartland (nagroda publiczności) i San Diego (najlepszy film pełnometrażowy).

## Fabuła
Po śmierci Jeanie Bill wraz z synem Wesem przeprowadzają się do innego miasta. Bill znajduje pracę w szkole, gdzie dyrektorem jest jego dawny kolega, były chłopak zmarłej żony. Naukę w tej samej szkole rozpoczyna Wes. Ojciec i syn starają się ułożyć sobie nowe życie. Bill zaczyna spotykać się z koleżanką z pracy, a Wes udziela korepetycji z francuskiego przeżywającej trudności rodzinne Lacy.

## Obsada
W filmie wystąpili m.in.:
- J.K. Simmons jako Bill Palet
- Julie Delpy jako Carine Roussel
- Josh Wiggins jako Wes Palet
- Odeya Rush jako Lacy Westman
- Jae Head jako Gober Ponder
- Tom Amandes jako David Wilkes
- Kevin Dunn jako Paul Abernac
- Harold Perrineau jako psycholog